# マイルズ M.52

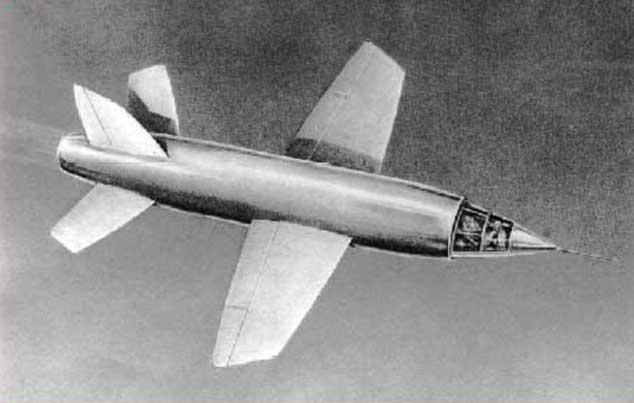
M.52の構想

マイルズ M.52 (Miles M.52) は、イギリスが音速突破を計画した実験機である。1942年からマイルズ・エアクラフトによって開発が進められたが、この計画は当時としては非常に野心的で、水平飛行時に時速1,000マイル（1,600 km/h）以上の速度で飛行可能な機体の開発を目指しており、最先端の空気力学研究と革新的な設計作業が大量に投入された。
技術的な特徴としては、リヒートによるジェット・エンジン推力向上、薄翼による超音速域での抗力の低減、フライングテール（全可動尾翼）による操縦性の確保、空力加熱対策のステンレス鋼製機体、ショックコーンの採用などが挙げられる。主翼は直線翼であった。
第二次世界大戦終結後の1946年2月、労働党アトリー政権の予算削減により、試作1号機が完成する前に計画が中止された。
アメリカ合衆国との技術交換契約により、マイルズのデータはベル社に提供され、ベルX-1の開発に貢献したといわれる。
開発が中止された後、三分の一にスケール・ダウンした無人の無線操縦実験機で、ロケット動力で試験飛行が行われた。1947年にマッハ1.5を記録したが、回収できず、開発もそれまでになった。